# Leslie Caron
Leslie Claire Margaret Caron (Boulogne-Billancourt, 1 de julho de 1931) é uma atriz franco-americana, mais reconhecida por suas atuações em filmes musicais da década de 1950.

## Vida pessoal
Leslie Claire Margaret Caron nasceu em Boulogne-Billancourt em 1 de julho de 1931. Seu pai, Claude Caron, era um químico francês e sua mãe, Margaret Petit, uma dançarina estadunidense. A carreira artística de Caron foi estimulada desde cedo pela mãe.
Caron já foi casada três vezes e tem dois filhos com o diretor britânico Peter Hall, seu segundo marido.

## Carreira

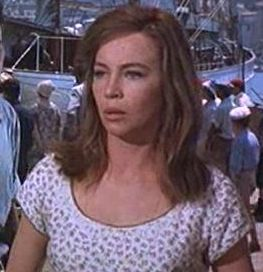
Leslie Caron no filme Fanny (1961).

Caron iniciou sua carreira como bailarina. No entanto, logo foi descoberta por Gene Kelly, com quem atuou no musical An American in Paris, vencedor do prêmio Oscar de melhor filme do ano em 1951. O sucesso deste filme lhe rendeu um contrato com a MGM e dois anos depois, estrelou no musical The Story of Three Loves. Naquele mesmo ano, Caron recebeu uma indicação ao Oscar de melhor atriz principal por sua atuação no musical Lili.
Em 1955 atuou ao lado de Fred Astaire em Daddy Long Legs e em 1958 fez o papel-título de Gigi, musical também vencedor do Oscar de melhor filme do ano.
Em 1961, após alguns filmes não tão bem sucedidos, atuou no romance Fanny, indicado ao Oscar de melhor filme. No ano seguinte, recebeu outra indicação ao Oscar de melhor atriz pelo drama The L-Shaped Room, que também lhe rendeu os prêmios BAFTA e Globo de Ouro.
Em 1964 estrelou na comédia romântica Father Goose, ao lado de Cary Grant. Em 1966 estrelou em Is Paris Burning?. Depois disso sua carreira começou a declinar, mas ainda recebeu papéis de destaques em L'homme qui aimait les femmes e Valentino, ambos de 1977.
Em 1984 estrelou no filme franco-suíço La diagonale du fou, vencedor do Oscar de melhor filme estrangeiro. Desde então, Caron aparece esporadicamente em alguns filmes de destaque como Damage de 1992, Funny Bones de 1995, Chocolat de 2000 e Le Divorce de 2003 (seu último filme até hoje).
Em 2006 fez uma participação especial no episódio "Recall" do seriado Law & Order: Special Victims Unit, o que lhe rendeu um prêmio Emmy.

## Filmografia
- An American in Paris (1951)
- The Man with a Cloak (1951)
- The Million Dollar Nickel (1952)
- Glory Alley (1952)
- The Story of Three Loves (1953)
- Lili (1953)
- The Glass Slipper (1955)
- Daddy Long Legs (1955)
- Gaby (1956)
- Gigi (1958)
- The Doctor's Dilemma (1958)

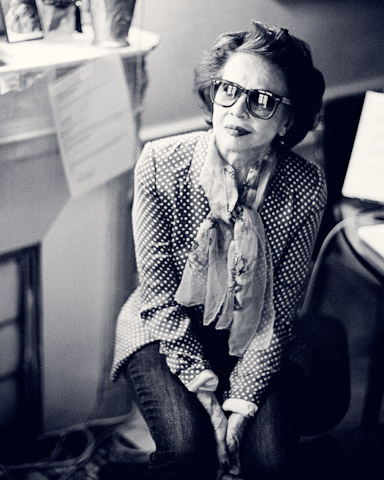
Leslie Caron em 2012.

- The Man Who Understood Women (1959)
- The Subterraneans (1960)
- Austerlitz (1960)
- Fanny (1961)
- Three Fables of Love (1962)
- Guns of Darkness (1962)
- The L-Shaped Room (1962)
- Father Goose (1964)
- A Very Special Favor (1965)
- Promise Her Anything (1965)
- Is Paris Burning? (1966)
- The Head of the Family (1969)
- Madron (1970)
- Chandler (1971)
- Purple Night (1972)
- Surreal Estate (1976)
- L'homme qui aimait les femmes (1977)
- Valentino (1977)
- Nicole (1978)
- Goldengirl (1979)
- All Stars (1980)
- Chanel Solitaire (1981)
- Imperative (1982)
- Dangerous Moves (1984)
- Courage Mountain (1990)
- Damage (1992)
- The Genius (1993)
- Warriors and Prisoners (1994)
- A Hundred and One Nights of Simon Cinema (1995) (cenas apagadas)
- Funny Bones (1995)
- The Reef (1996)
- From Russia to Hollywood: The 100-Year Odyssey of Chekhov and Shdanoff (1999) (documentário)
- Chocolat (2000)
- Le Divorce (2003)

### Trabalhos na televisão
- ITV Play of the Week (1 episódio, 1959)
- Les Fables de La Fontaine (alguns episódios, 1964)
- Carola (1973)
- QB VII (alguns episódios, 1974)
- Docteur Erika Werner (1978)
- The Contract (1980)
- Mon meilleur Noël (1 episódio, 1981)
- Tales of the Unexpected (1 episódio, 1982)
- The Unapproachable (1982)
- Le Château faible (1983)
- Master of the Game (1984)
- Le Génie du faux (1985)
- Falcon Crest (3 episódios,  1987)
- The Man Who Lived at the Ritz (1988)
- Lenin: The Train (1990)
- The Great War and the Shaping of the 20th Century (1 episódio, 1996) - voz
- The Ring (1999)
- The Last of the Blonde Bombshells (2000)
- Murder on the Orient Express (2001)
- Law & Order: Special Victims Unit (2006) Episódio: "Recall"